# Телефон мистера Харригана (фильм)
«Телефон мистера Харригана» (англ. Mr. Harrigan’s Phone) — американский художественный фильм режиссёра Джона Ли Хэнкока по одноимённой повести Стивена Кинга из сборника «Будет кровь». Главные роли в нём сыграли Дональд Сазерленд и Джейден Мартелл. Премьера состоялась 5 октября 2022 года на Netflix, фильм был невысоко оценён критиками из-за сценария.

## Сюжет
Главный герой фильма — юноша по имени Крэйг. Когда умирает его престарелый друг, миллиардер мистер Харриган, мальчик понимает, что может общаться с умершим через iPhone, который положили в гроб. Отправляя сообщения на автоответчик Харригана, Крэйг расправляется со своими врагами.

## В ролях
- Дональд Сазерленд — мистер Джон Харриган
- Джейден Мартелл — Крэйг
  - Колин О’Брайен — юный Крэйг
- Кирби Хауэлл-Баптист — миссис Харт
- Челси Курц — Джоанна Пул
- Кирус Арнольд — Кенни Янкович
- Пегги Скотт — Эдна Гроган

## Создание и оценки
В июле 2020 года Netflix приобрёл права на экранизацию фильма, продюсерами которого выступили Blumhouse Productions и Райан Мерфи, а сценаристом и режиссером фильма выступил Джон Ли Хэнкок. В октябре 2021 года к актёрскому составу присоединились Дональд Сазерленд, Джейден Мартелл, Кирби Хауэлл-Баптист и Джо Типпетт. Съёмки фильма проходили с 20 октября по 22 декабря 2021 года. Его премьера состоялась 5 октября 2022 года.
Фильм получил смешанные отзывы кинокритиков. На агрегаторе рецензий Rotten Tomatoes его рейтинг составил 45 % при средней оценке 5,4 из 10. Рецензенты с этого ресурса отметили несколько качественных актёрских работ, но фильм в целом назвали не соответствующим высокому уровню литературного первоисточника.
Брайан Костелло из Common Sense Media оценил фильм на 4 балла из 5. По его словам, «зрители могут ожидать триллера и ужасов, но это скорее история об опасностях мести и размышления о том, как мы изменились с момента появления смартфона». Фрэнк Шек из The Hollywood Reporter заявил, что «к сожалению, несмотря на интригующую предпосылку, фильму не хватает необходимых ингредиентов, чтобы сделать его по-настоящему запоминающимся; он просто не очень страшный». Бенджамин Ли из The Guardian дал фильму 2 звезды из 5, назвав его «грамотно сделанным, но совершенно несущественным предхэллоуинским пожирателем времени». Райан Лестон из IGN сказал: «Хуже всего то, что эта потенциально ужасающая история не показывает почти никаких ужасов».
Обозреватель «Мира фантастики» Данил Ряснянский увидел в «Телефоне мистера Харригана» в первую очередь «современную диккенсовскую историю о сожалении и утрате, но без столь просящихся сюда глубины и психологизма». Он высоко оценил игру Дональда Сазерленда и Джейдена Мартелла, музыку и пейзажные съёмки, но раскритиковал сценарий во второй половине фильма.